# Asphalt Overdrive
Asphalt Overdrive (укр. Асфальт: Розгін) — перегонова відеогра 2014 року в жанрі нескінченний раннер, розроблена Gameloft Madrid та опублікована Gameloft. Одинадцята велика гра серії Asphalt.
Після демонстрації в червні 2014 року на виставці E3, вона була випущена 24 вересня 2014 року для iOS, Android і Windows Phone, Windows 8.1. Гра більше не підтримується.
Overdrive знаменує собою відхід від попередніх ігор серії, оскільки це нескінченний платформер у дусі Temple Run та Subway Surfers, дія якого відбувається у Південній Каліфорнії у стилі 1980-х років.

## Ігровий процес
Як зазначалося раніше, Asphalt Overdrive представлена як нескінченний раннер і не пропонує традиційного перегонового режиму. Як і в попередніх іграх, автомобілі прискорюються автоматично, але обмежені фіксованою, нескінченною трасою з трьома смугами руху. Виконання трюків і таран цивільних автомобілів накопичує лічильник закису азоту, який гравець може використовувати для ухиляння від машин поліціянтів.

## Огляди
| Агрегатор  | Оцінка |
| ---------- | ------ |
| Metacritic | 59/100 |

| Видання      | Оцінка |
| ------------ | ------ |
| Gamezebo     | [ 6 ]  |
| Pocket Gamer | [ 7 ]  |
| TouchArcade  | [ 8 ]  |

Версія для iOS отримала «змішані» відгуки на сайті агрегатора відгуків Metacritic.
Джим Сквайрз з Gamezebo поставив проєкту 2 зірки з 5, відзначивши «невелику різноманітність в ігровому процесі» та донатну систему, а також похваливши візуальну складову.